# فلاديمير ميديم
فلاديمير دافيدوفيتش ميديم (بالروسية: Владимир Давидович Медем؛ باللاتفية: Vladimirs Mēdems)؛ وُلد باسم فلاديمير دافيدوفيتش جرينبيرغ في 30 يوليو 1879 وتوفي في 9 يناير 1923، كان سياسيًا ومفكرًا أيديولوجيًا يهوديًا روسيًا وأحد أبرز قادة البوند، الحركة العمالية اليهودية في الإمبراطورية الروسية.
تحمل مكتبة ميديم في باريس، وهي أكبر مؤسسة ييديشية في أوروبا، اسمه تكريمًا لدوره الفكري والسياسي.

## النشأة
وُلد ميديم في عائلة يهودية ليبرالية، وكان والده طبيبًا عسكريًا في الجيش الروسي. تلقى تعليمه في ريغا ثم وارسو، حيث بدأ اهتمامه بالقضايا الاجتماعية والهوية اليهودية.

## النشاط السياسي
انضم ميديم في شبابه إلى حزب العمال اليهودي (البوند) وأصبح من أبرز منظريه، مدافعًا عن فكرة "الاستقلال الثقافي القومي" لليهود داخل إطار اشتراكي ديمقراطي. لعب دورًا أساسيًا في صياغة سياسات الحزب تجاه قضايا القومية، واللغة، والتعليم اليهودي.

## المنفى والنشاط الدولي
بعد الثورة الروسية عام 1905، واجه ميديم اضطهادًا سياسيًا، ما دفعه إلى فترات من المنفى في أوروبا الغربية. شارك في مؤتمرات اشتراكية دولية، وكان صوتًا بارزًا في الدفاع عن حقوق العمال اليهود على المستوى العالمي.

## الفكر الأيديولوجي
تبنّى ميديم رؤية اشتراكية ديمقراطية قائمة على مبدأ "الاستقلال الثقافي القومي" (National Cultural Autonomy)، والذي دعا فيه إلى منح الأقليات القومية، بما في ذلك اليهود، الحق في إدارة شؤونهم الثقافية والتعليمية بشكل مستقل، مع البقاء مواطنين متساوين في إطار الدولة متعددة القوميات.
كان ميديم من أبرز معارضي الصهيونية السياسية، إذ رأى أن الحل لمشاكل اليهود لا يكمن في إنشاء دولة قومية منفصلة، بل في النضال من أجل حقوقهم المدنية والثقافية في البلدان التي يعيشون فيها. واعتبر أن التركيز على فلسطين كمشروع قومي يهودي يضر بوحدة الطبقة العاملة اليهودية، ويُضعف النضال ضد الاضطهاد والتمييز في المجتمعات الأوروبية.
ورغم رفضه للصهيونية، لم يكن معاديًا للثقافة العبرية أو للهوية اليهودية، بل دعم تطوير اللغة اليديشية كمحور للهوية القومية الثقافية اليهودية، وأسس برامج تعليمية وثقافية لتعزيزها.

## الهجرة إلى الولايات المتحدة والوفاة
في أعقاب الثورة البلشفية واشتداد القمع ضد الحركات الاشتراكية المستقلة، هاجر ميديم إلى الولايات المتحدة، حيث استقر في مدينة نيويورك وواصل نشاطه الفكري والسياسي حتى وفاته في 9 يناير 1923.

## الإرث
تُعد مؤلفاته وخطاباته من أهم المراجع في الفكر البوندي، ولا يزال تأثيره حاضرًا في الدراسات الأكاديمية عن الحركات العمالية اليهودية. سُمّيت باسمه مكتبة ميديم في باريس، التي تُعتبر اليوم مركزًا ثقافيًا ولغويًا للحفاظ على التراث اليديشي.